# 努克机场
努克机场，是服务格陵兰首府努克的机场，同时是格陵兰国营航空公司——格陵兰航空的技术中心和枢纽机场。该机场有通往格陵兰西部和西南部的几个市镇的航班，其中包括航线枢纽之一——坎克尔路斯斯雅克机场。因为有飞往冰岛的航班。努克机场同时是格陵兰仅有的六个国际机场之一。在上世纪60年代早期，新成立的格陵兰航空的一些水上飞机降落在了努克机场。在1965年，格陵兰航空以西科斯基S-61直升机更新机队，即使在努克建成支持短距离起落飞机（Dash-7）起降的机场之后的40余年里，它们仍然一直服务于格陵兰的市镇。
努克机场是为了服务努克这一格陵兰最大城市而建，然而由于机场受限于山区位置及其恶劣天气状况，其无法满足前往丹麦本土大型航班的起降需要。終於在2024年末，經多番爭議的新跑道及航運大樓工程完工，努克遂有直航航班前往哥本哈根機場，取代了康埃盧蘇阿克機場的樞紐地位。

## 历史

### 水上飞机时代
上世纪60年代早期，在今天的格陵兰航空以“Grønlandsfly”的名义建立的时候，努克仅仅由PBY-卡特琳娜水上飞机服务，该飞机使用努克港作为降落地点。在1932年科特琳娜在港区附近坠毁，造成15人死亡。

### 直升机时代

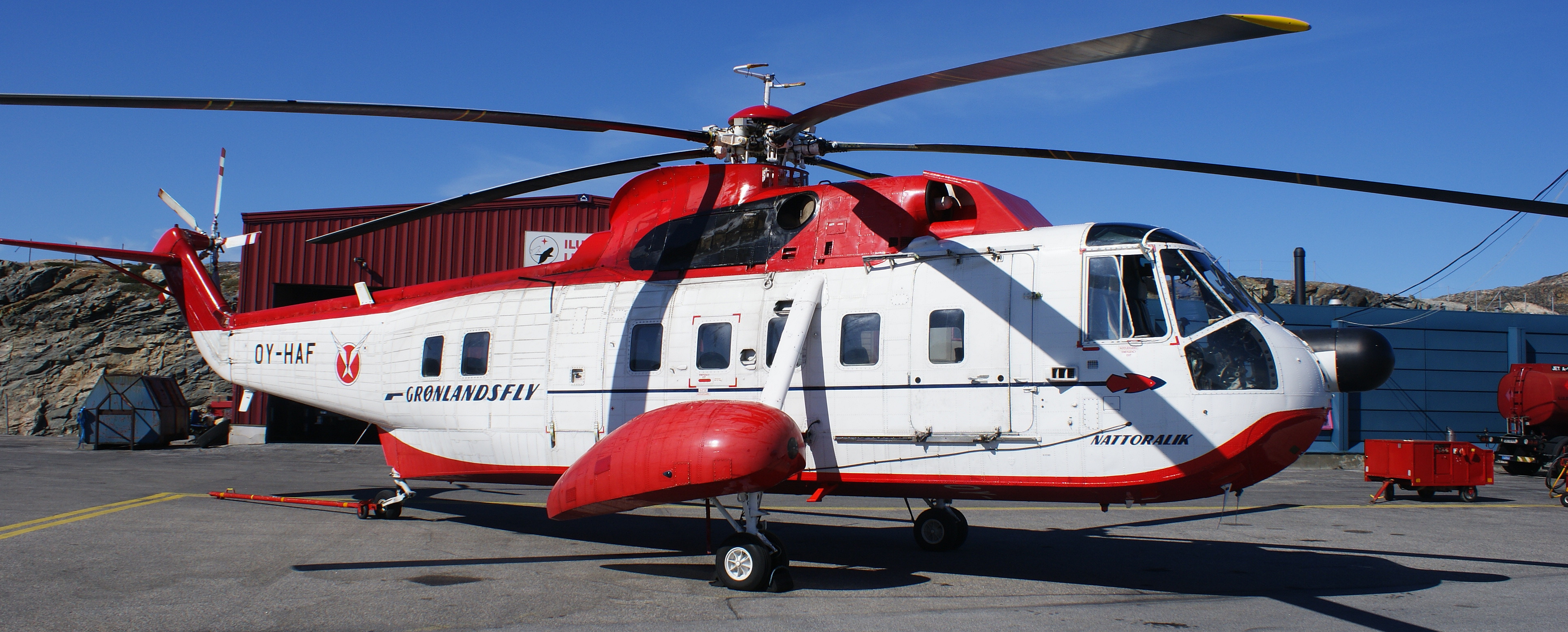
西科斯基S-61N直升机联系努克及较小市镇超过40年。

上文所述的悲剧是促使直升机机队引进的重要因素之一。西科斯基S-61N，这一在2010年仍然服役的直升机在时间的考验下证明了自身确实为更加可靠的城市间交通工具，它在1965至上世纪70年代末的十余年的时间里是努克周边仅有的出行工具。即便是在后来的固定翼飞机和涡轮螺旋桨发动机时代，西科斯基S61-N继续作为连接努克和帕米尤特的纽带，直到帕米尤特机场于2007年建成，老旧的直升机才被代替。

### 地区航空网
努克机场于1979年兴建，当时的政府决定建立一个支持短距离起落的国内机场。格陵兰最大城市的机场自然具有优先权。这便是格陵兰区域航空网络形成的首次高峰。

### 航空网络的扩张
上世纪90年代格陵兰的航空网络经历了一次爆发式的大比例增长。在当时较大城市纷纷建立机场，如：锡西米尤特、马尼特苏克（Maniitsoq）、阿西亚特、乌佩纳维克和卡修特（Qaarsut）。

### 二十一世纪以来

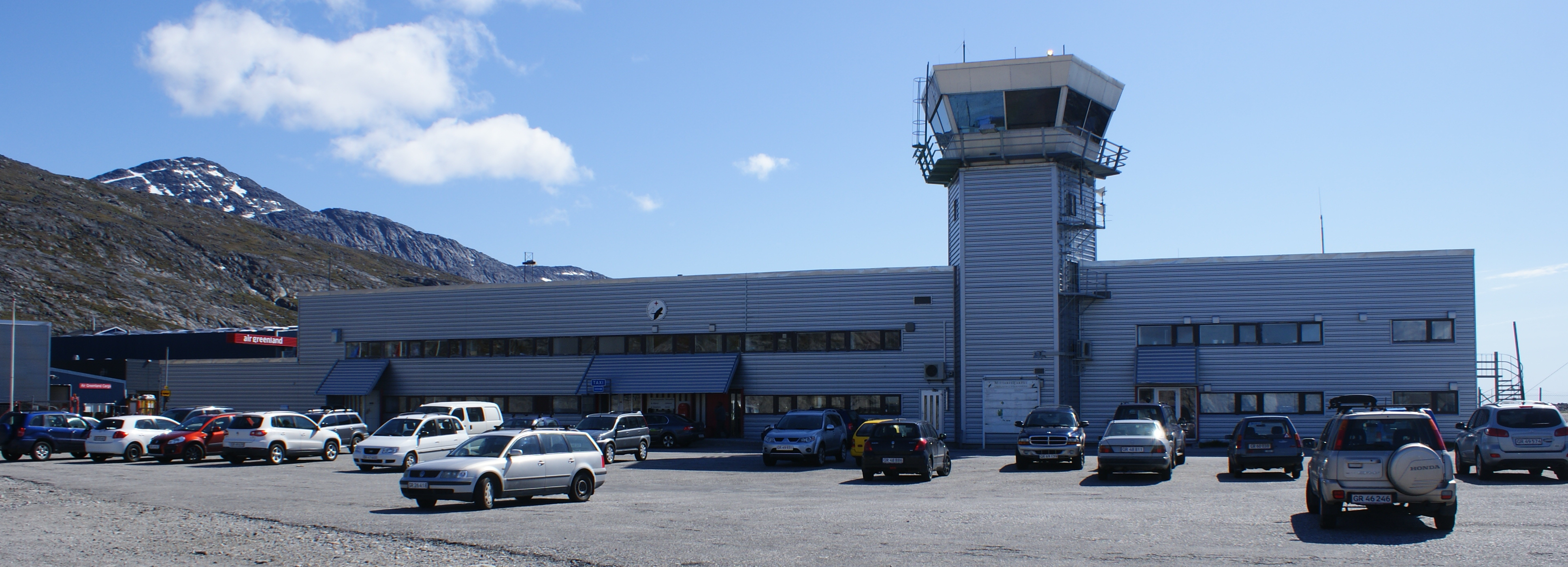
努克机场的航站楼

从努克机场起飞的首架国际航班是前往位于加拿大努纳武特首府伊魁特的，这次航班在13年之后被取消，在后来的几年里前往格陵兰的国际航班被限制降落于努克北部319km的继承于美国空军的坎克尔路斯斯雅克机场。

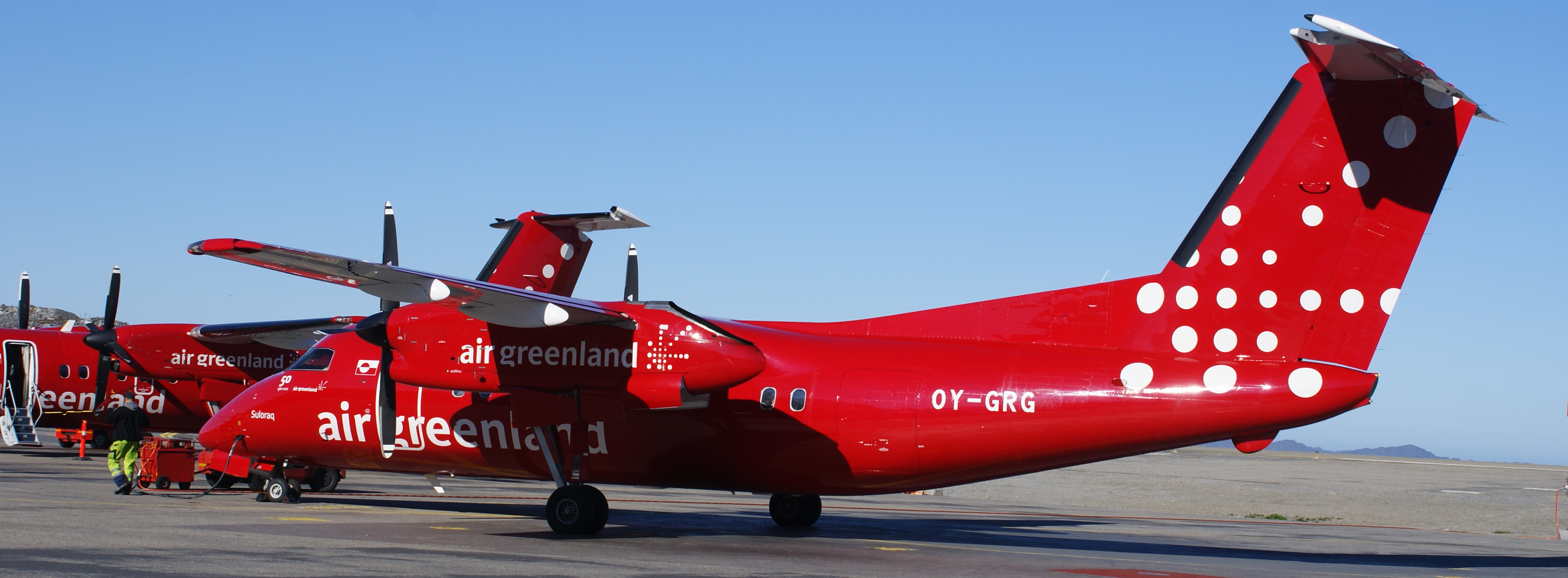
两架Dash-8 200Q在努克机场

岛内的国际交流因为航空线路的受限而受到影响。在2009年格陵兰航空曾考虑重新开放伊魁特航线，但被推迟到至少2011年。。为了和冰岛航空竞争。格陵兰航空宣布新开一条前往冰岛的航线，经停努克、纳沙斯雅克前往雷克雅未克的凯夫拉维克国际机场，后来又将此航线改为仅经停努克前往雷克雅未克。
格陵兰航空的前往伊魁特的季节性航班最终于2012年夏季恢复，2013年夏天再次飞行。

### 跑道扩建
努克机场现有一条沥青跑道。机场航站楼和停机坪建造在一个被夷平的斜坡上，跑道平台被人为地抬高以弥补紧邻在跑道西边的一个缺口，跑道的路基是由碎石填充，以砾石覆于表面并用一道低矮的木制篱笆保护起来。

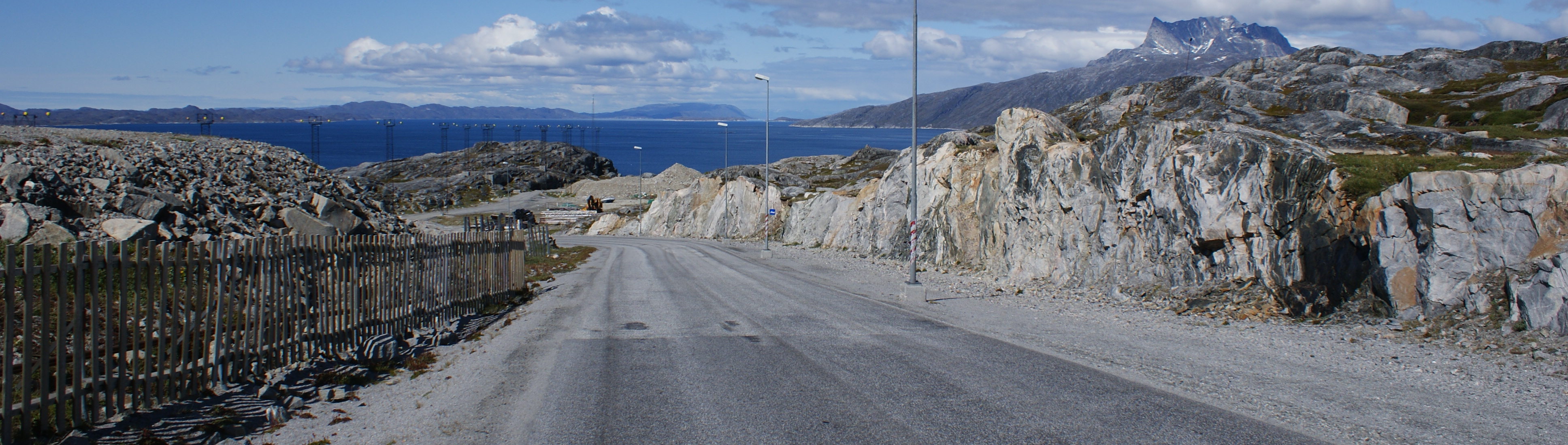
北边有一点点空间可供跑道扩建。

跑道的最北端距离努普堪格鲁亚（Nuup Kangerlua）峡湾不到700米。在该方向上的扩建将会需要重修一条连接线路。另一个常被讨论的向另一个方向的扩建方案将会把跑道终点延伸至靠近努克的新城区Qinngorput附近。现有计划将跑道延长到1199米长，也有提议将其延长至1700米或者2200米，扩建后机场将会支持需要每日直航丹麦的航班（但仍然仅限小型飞机）。机场跑道扩建问题在格陵兰已经成为一个长期话题。糟糕的天气条件对大型飞机的起降是具有生命危险的，靠近山区更增添了起降难度。
另一个方案也可供选择，即在努克以南的两个小岛之一上新建一座机场，这两个位置上空湍流较少，并且可以满足直航丹麦的大型航班所需的2800米跑道长度但需要建设桥梁或隧道以连接小岛和格陵兰。这样一个工程大概需要二到三十亿丹麦克朗

## 地理

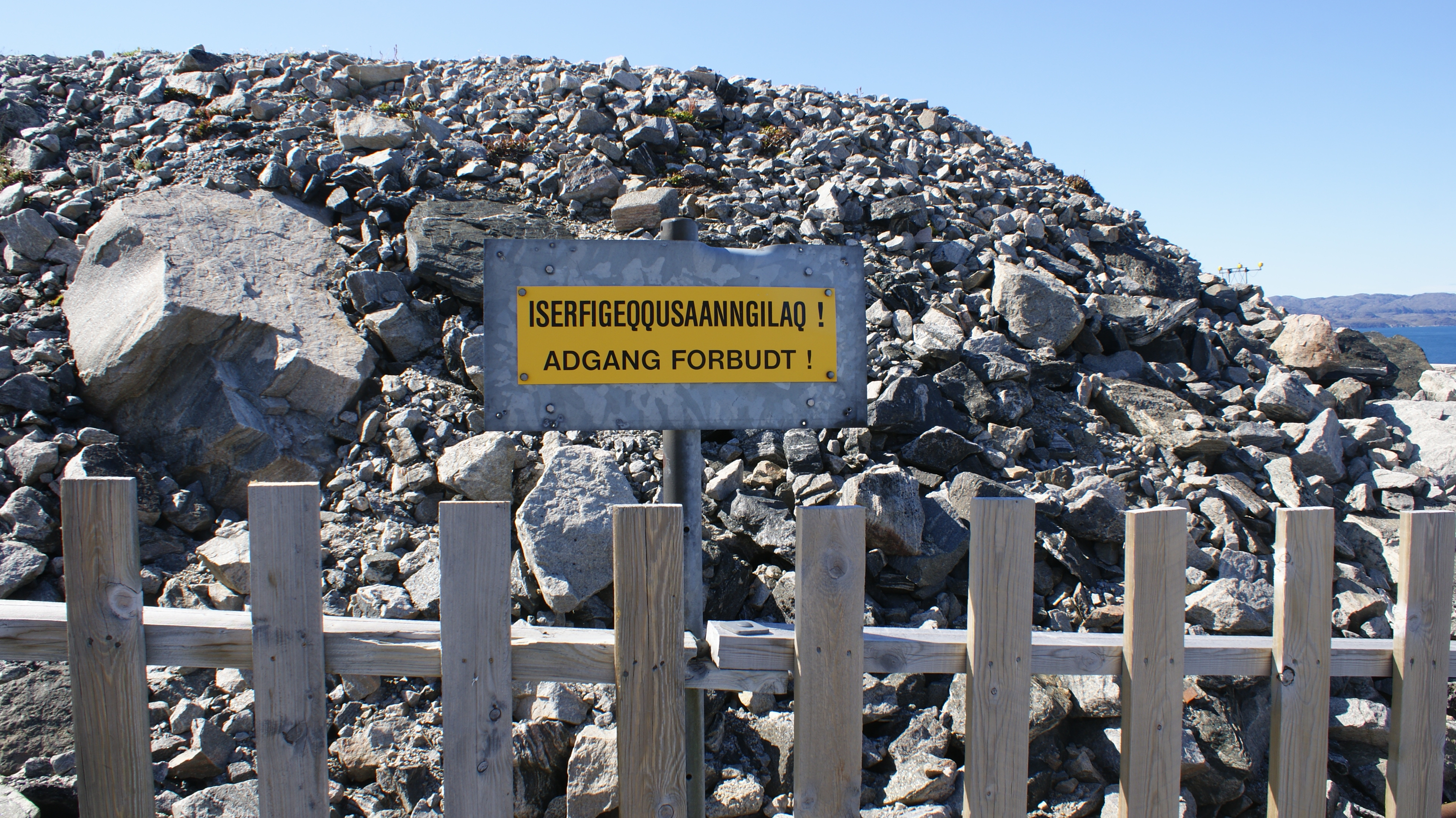
跑道边的陡坡和栅栏

努克机场位于努克下辖的努克Centrum区，在过去十年中努苏阿克（Nuussuaq）等一些城镇的并入使得城市范围更加临近机场了，截至2010年，机场距离最近的常年有人居住区仅有咫尺之遥，其跑道距离格陵兰大学校园只有大约700米。

## 航空公司及其航点

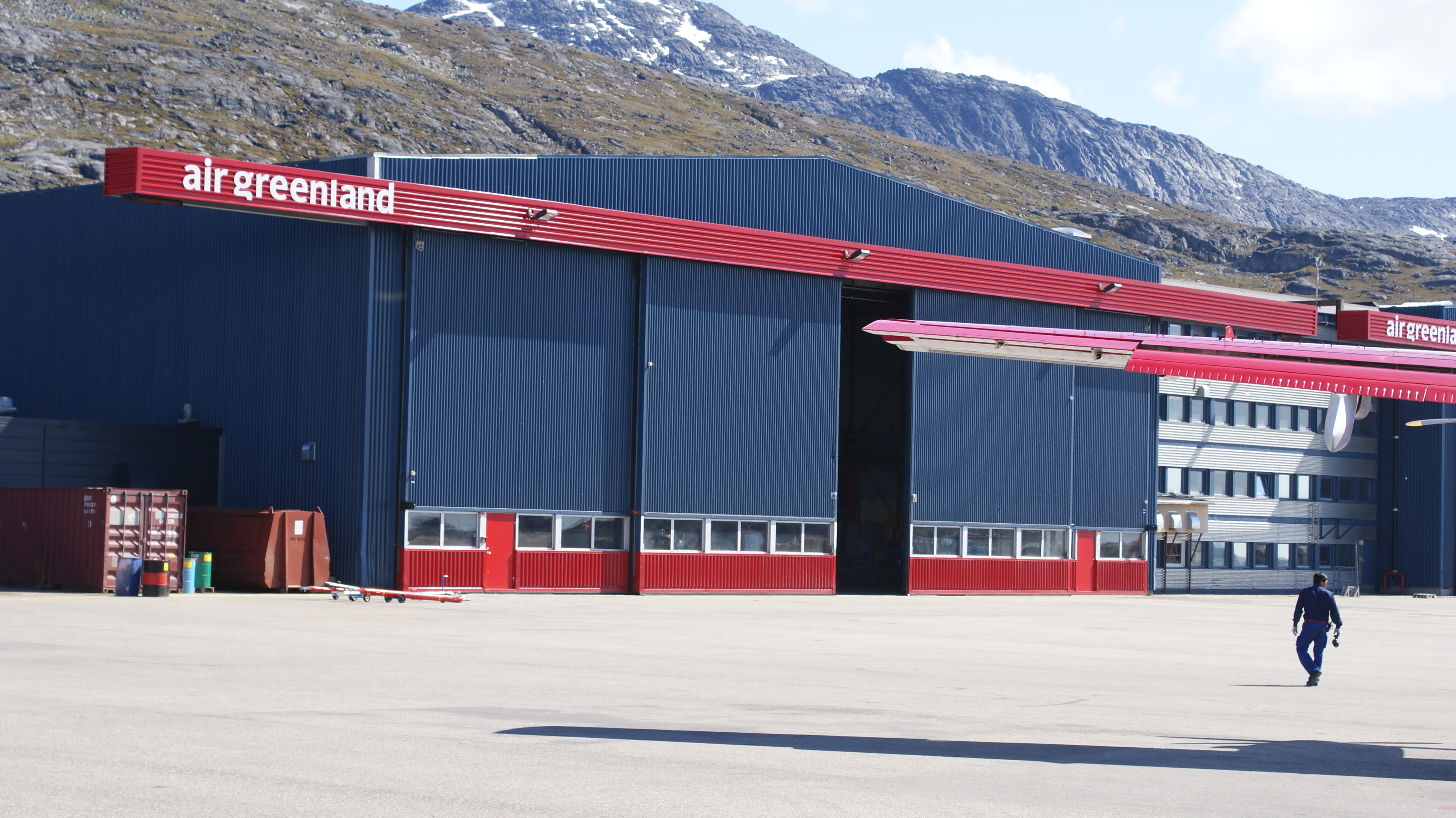
格陵兰航空在努克机场设立了技术中心

| 航空公司   | 直飞航点 |
| ---------- | --- |
| 格陵兰航空 | 哥本哈根、阿西亚特、伊路利萨特、坎克尔路斯斯雅克、库鲁苏克、马尼特苏克、纳沙斯雅克、Nerlerit Inaat、帕米尤特、锡西米尤特 包機：伊魁特、雷克雅未克 |
| 冰岛航空   | 雷克雅未克 |
| 聯合航空   | 紐約 |
| 北歐航空   | 哥本哈根 |
| 捷時航空   | 比隆、坎克尔路斯斯雅克 |

## 机场设施
努克机场拥有一个客运航站楼和一个格陵兰航空的作为其技术中心的货运航站楼。机场配有测距仪。

### 航站楼

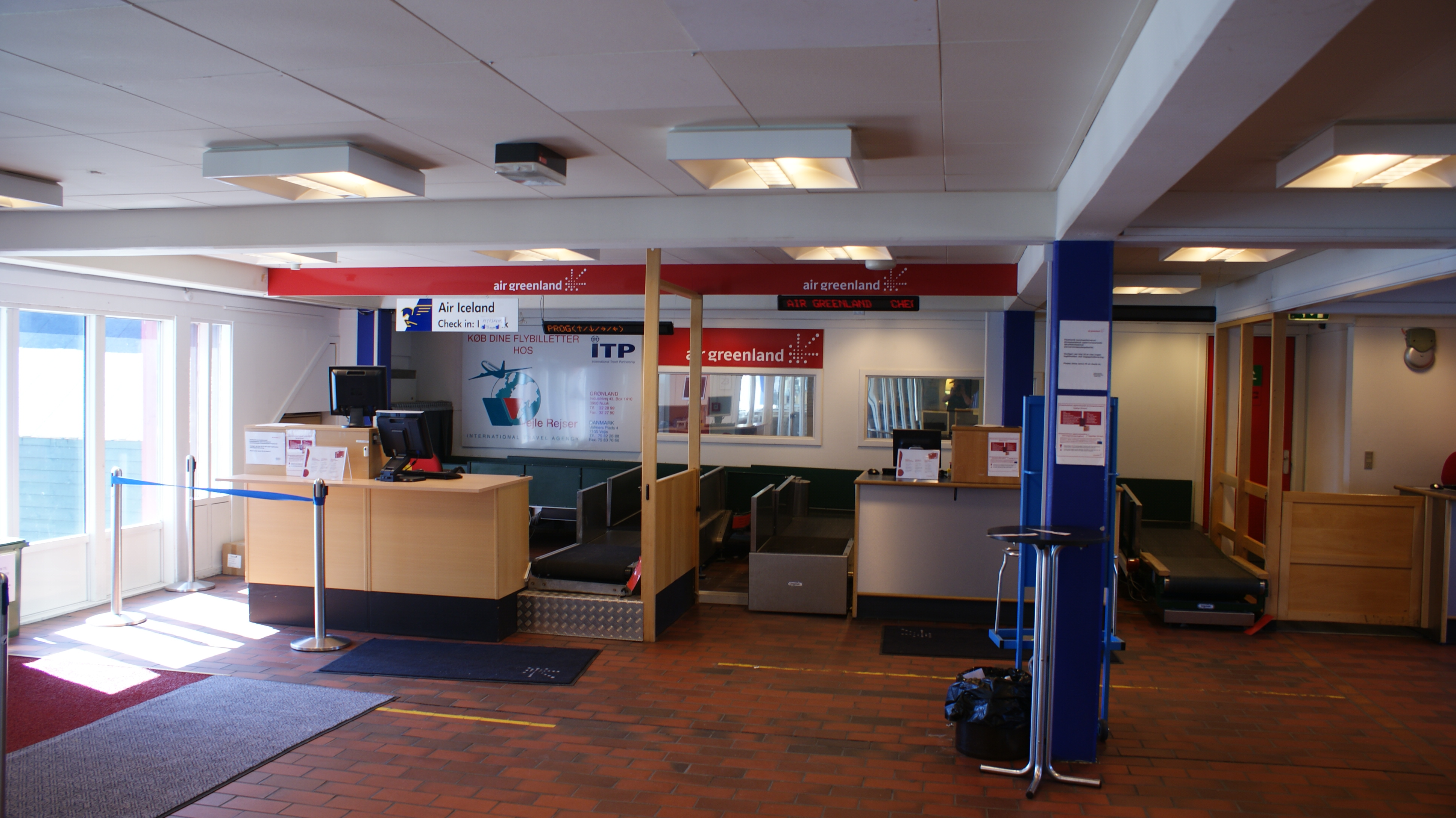
格陵兰航空的值机柜台

努克机场的航站楼拥有三个登机口，它们位于值机柜台和候机大厅附近。行李转盘被单独装置于航站楼内。努克机场周日关闭。

### 地面交通
诺普巴士（Nuup Bussii）三号线连接机场与努克Centrum区。巴士在每周一到周五的高峰期每小时从机场出发一班。由Nuna Taxa运营的出租车亦可供选择。.有时限的私家车停车位位于航站楼外。

## 航空事故
- 1973年一架Grønlandsfly的西科斯基S-61N直升机在努克以南40公里海域坠毁（可能由于螺旋桨停止工作），机上15人全部遇难。[19]
- 2008年6月一架格陵兰航空的松鼠一型直升机在努克机场跑道坠毁，[20]无人受伤，但飞机本身严重损坏无法修复。[20][21]
- 2011年3月，一架冰岛航空的Dash 8在降落时起落架脱落，无人受伤，但是飞机严重损坏。